# 龙美术馆

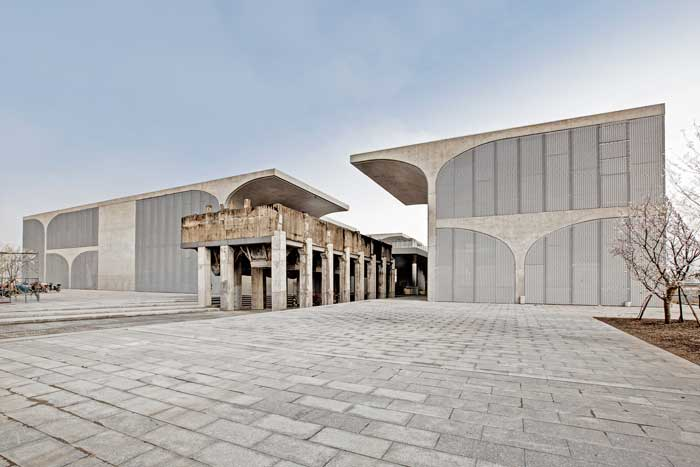
龙美术馆西岸馆

龙美术馆（英語：Long Museum）是由上海亿万富翁刘益谦及其夫人王薇创办的美术馆。

## 历史
目前，龙美术馆旗下有三家分馆：
- 2012年12月18日正式开馆位于上海市浦东新区的“浦东馆”
- 2014年3月29日正式开馆位于上海市徐汇区的“西岸馆”（每月的首个周二，龙美术馆西岸馆免费向公众开放，节假日及特展除外)[2]
- 2016年5月26日正式开馆位于重庆市江北区的“重庆馆”。

除了刘益谦、王薇夫妇个人收藏品的常设展外，美术馆还不定期举办各类特展。馆藏作品包括李铁夫、颜文樑、张大千、齐白石、刘海粟、林风眠、吴大羽、罗中立、艾中信、靳尚谊等名家作品。

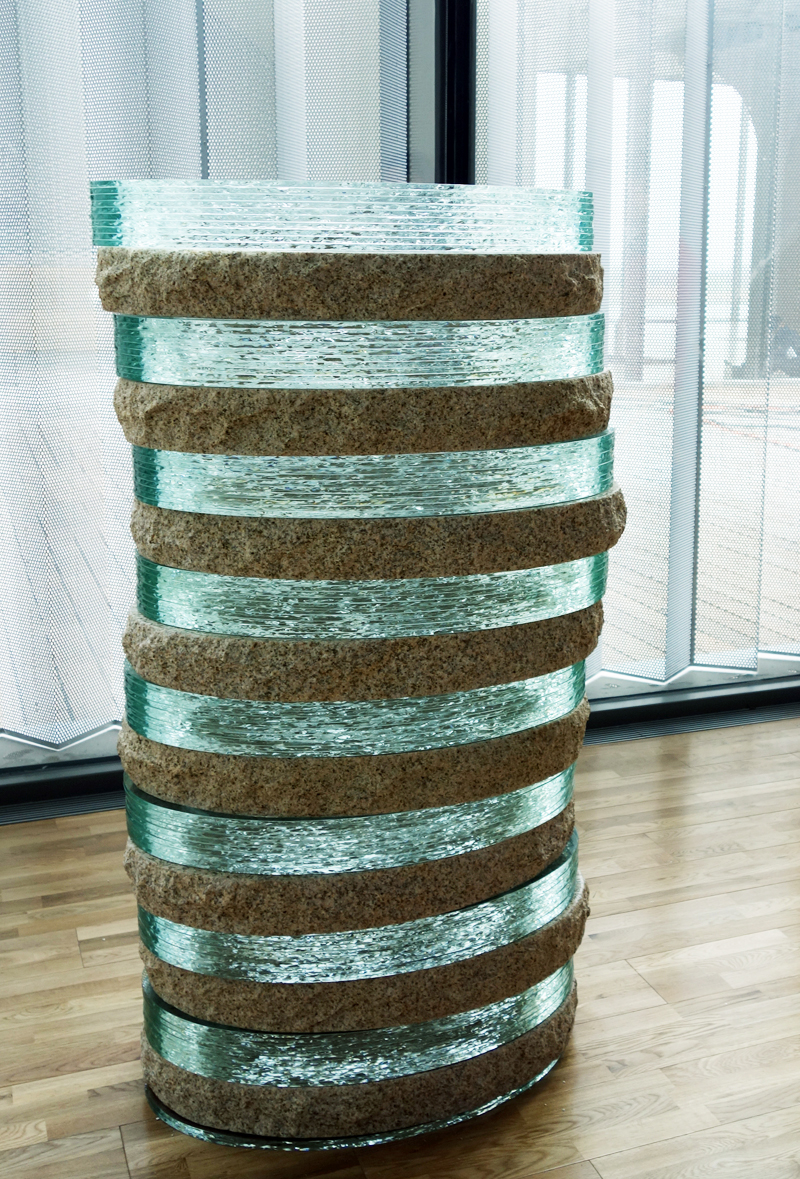
'CONTINUOUS' (2012) Bert van Loo（龙美术馆西岸馆藏品）